# Jornada (Països Catalans)
Jornada va ser un diari d'informació general en català distribuït entre el 5 de maig i el 27 d'octubre de 2018. La directora fou Laia Altarriba.

## Història
El maig de 2017 es van començar a fer un seguit de presentacions arreu dels Països Catalans, per presentar la proposta del nou mitjà de comunicació, que presentava a si mateix com un "mitjà sorgit des dels moviments de base popular i cooperatius". L'objectiu era tenir redaccions a diversos punts del territori, i sortir en paper i en digital, de dimarts a diumenge, amb 24 pàgines entre setmana, 32 els dissabtes i 40 els diumenges i un tiratge inicial de 15.000 exemplars. L'equip inicial seria d'unes 28 persones i disposaria de redaccions a València, Palma i Barcelona, i la proposta és que cada periodista escrigui en el català estàndard al seu territori.
La intenció inicial era assolir la xifra d'uns 8.000 subscriptors i un capital de 100.000 euros per subscripció popular. El diari tindrà publicitat, però hi haurà un codi ètic pels anunciants.
Es distribueix des del 5 de maig de 2018. Amb el titular "Comiat a 60 anys de política armada", el diari va començar el dia 5 de maig i va ser distribuït Catalunya, el País Valencià i Mallorca. Les diferents seccions del diari van ser: "Tema del dia", tractant la dissolució d'ETA; Actualitat; Opinió; L'entrevista, a l'economista marxista Samir Amin; Internacional; Economia; Cultura; Esports; Serveis; i Fora de Focus. Van ésser distribuïts 10.000 exemplars a un preu de 2 €. Finalment, el diari es va imprimir només els dissabtes.
El projecte es va donar per finalitzat el mes d'octubre del mateix any. El cap de setmana del 27 i 28 d'octubre va sortir l'últim exemplar.